# Stop All That Jazz
Stop All That Jazz es el sexto álbum de estudio del músico estadounidense Leon Russell. Fue publicado en junio de 1974 por el sello discográfico Shelter Records.

## Grabación y contenido

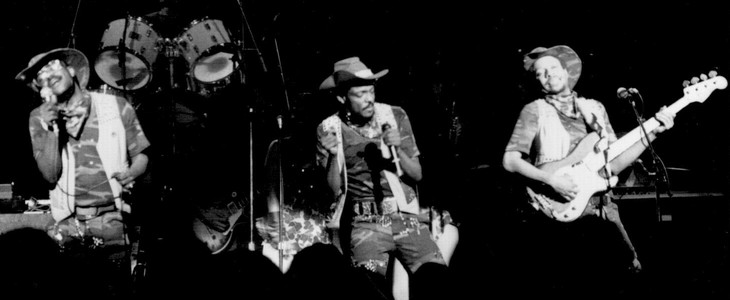
Los integrantes The Gap Band se desempeñaron como músicos de sesión.

Producido por el propio Russell, Stop All That Jazz se grabó en cuatro estudios diferentes, incluido los estudios de grabación de Russell y el productor Pete Drake. Una vez completas las sesiones de grabación, Stop All That Jazz se masterizó en Kendum Recorders por Kent Duncan. El álbum sugirió una progresión hacia el jazz para el artista. Stop All That Jazz contenía diez canciones. Seis de los temas fueron escritas por el propio Russell. Hay algunos estándares escritos por otros, incluidos «The Ballad of Hollis Brown» de Bob Dylan y «If I Were a Carpenter» de Tim Hardin. «Wild Horses» de The Rolling Stones se añadió a versiones posteriores del álbum como bonus track. John Cale ayudó con el álbum, tocando la guitarra eléctrica en «If I Were a Carpenter».
A través del álbum, Russell presentó al mundo The Gap Band, un grupo de músicos de Tulsa. Luego, The Gap Band lanzó su álbum debut, Magician's Holiday, en el sello Shelter Records de Russell.

## Recepción de la crítica
Un escritor no especificado de la revista Cash Box declaró: “Leon alguna vez fue apodado ‘el maestro del tiempo y el espacio’ y si escuchas atentamente su último LP, no tendrás problemas para descubrir por qué”. La revista Billboard lo nombró una selección “Spotlight” y un crítico no especificado indicó: “Leon está de regreso con lo que es básicamente su primer LP nuevo en dos años [...], y en su mayor parte, es el mismo Leon Russell que lo ha convertido en una estrella tan monumental en los últimos cinco años”.

## Lista de canciones
Todas las canciones escritas y compuestas por Leon Russell, excepto donde esta anotado. 
| Lado uno |                         |                           |          |  |
| N.º      | Título                  | Escritor(es)              | Duración |  |
| 1.       | «If I Were a Carpenter» | Tim Hardin                | 3:50     |  |
| 2.       | «Smashed»               | Mose Allison              | 2:17     |  |
| 3.       | «Leaving Whipporwhill»  |                           | 4:04     |  |
| 4.       | «Spanish Harlem»        | Jerry Leiber Phil Spector | 4:33     |  |
| 5.       | «Streaker's Ball»       |                           | 2:15     |  |

| Lado dos |                              |              |          |  |
| N.º      | Título                       | Escritor(es) | Duración |  |
| 1.       | «Working Girl»               |              | 3:11     |  |
| 2.       | «Time for Love»              |              | 3:40     |  |
| 3.       | «The Ballad of Hollis Brown» | Bob Dylan    | 3:54     |  |
| 4.       | «Mona Lisa Please»           |              | 3:28     |  |
| 5.       | «Stop All That Jazz»         |              | 3:59     |  |

- Los lados uno y dos fueron combinados como pista 1–10 en la reedición de CD.

| Bonus tracks (1990 Shelter Records reissue) |                                                     |                            |          |  |
| N.º                                         | Título                                              | Escritor(es)               | Duración |  |
| 11.                                         | «Wild Horses» (B-Side to «If I Were a Carpenter»)   | Mick Jagger Keith Richards | 3:15     |  |
| 12.                                         | «Wabash Cannonball» (Vocal duet with Willie Nelson) | A. P. Carter               | 3:00     |  |

## Posicionamiento
| Gráfica (1974)                             | Pico de posición |
| ------------------------------------------ | ---------------- |
| Australia (Kent Music Report)              | 58               |
| Canadá (RPM Top Albums)                    | 43               |
| Estados Unidos (Billboard Top LP's & Tape) | 34               |